# 龚坊镇
龚坊镇，是中华人民共和国江西省抚州市乐安县下辖的一个乡镇级行政单位。

## 行政区划
龚坊镇下辖以下地区：
龚坊社区、南边村、殷坊村、大垄村、长罗村、黄乐村、陀上村、浯塘村、炉下村、同富村和濂坑村。